# Dethlinger Teich

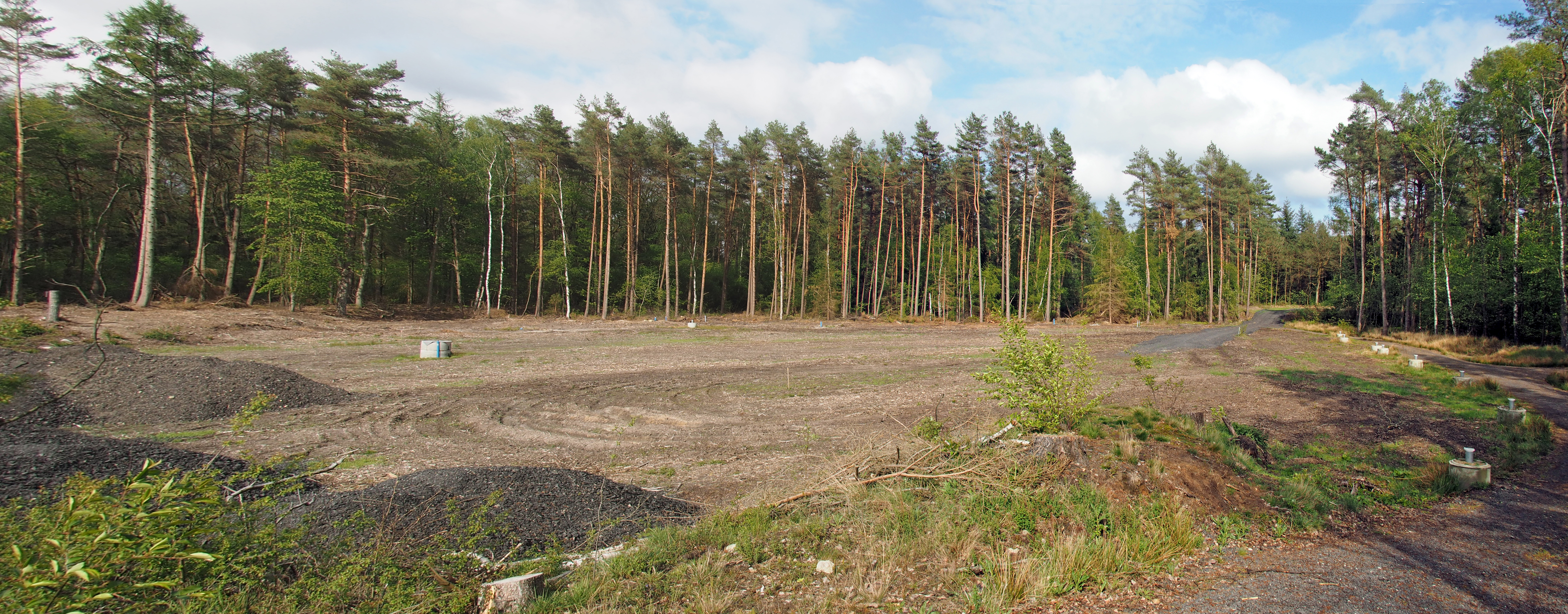
Der Dethlinger Teich (Mai 2019)

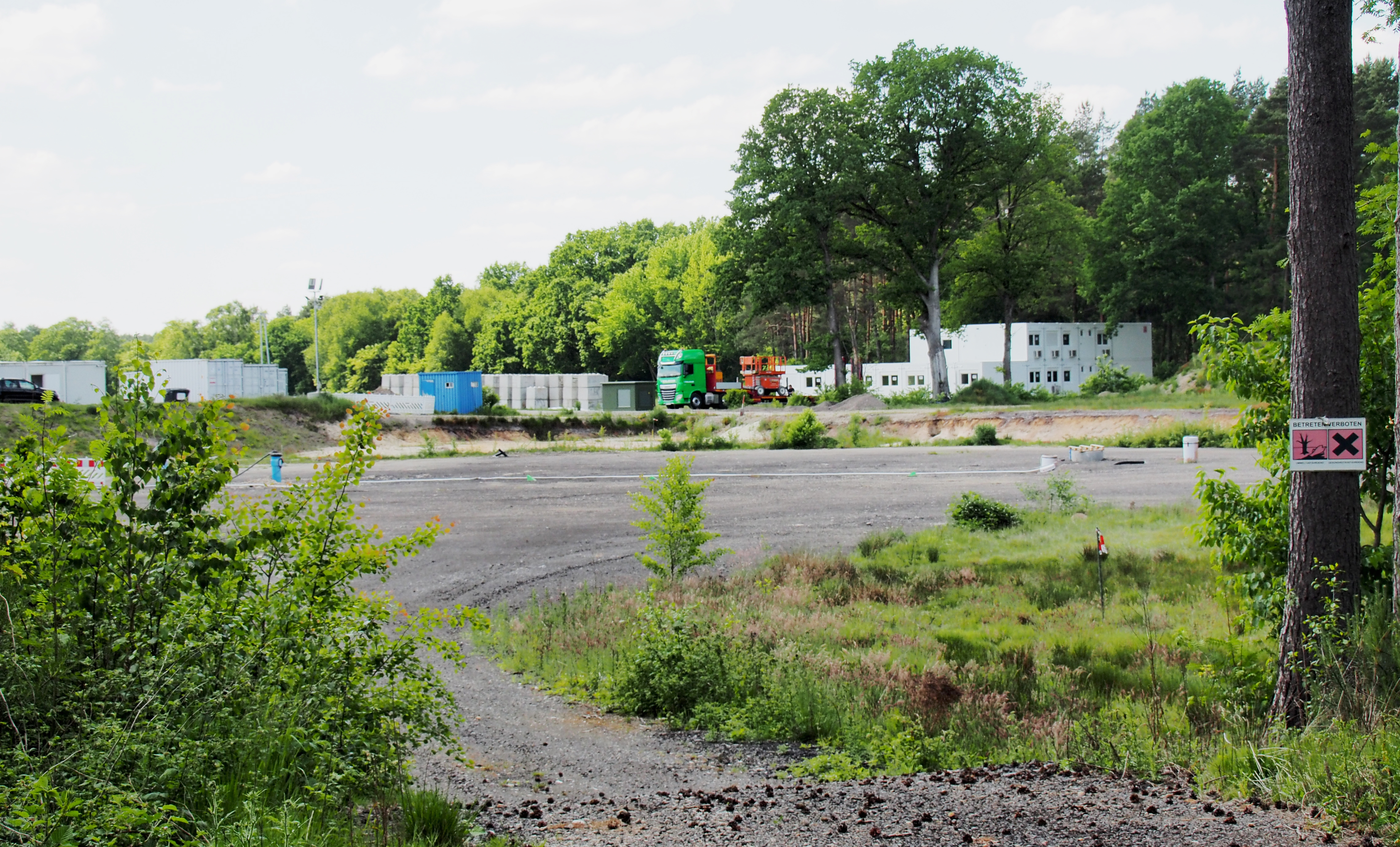
Der Dethlinger Teich (Juni 2022)

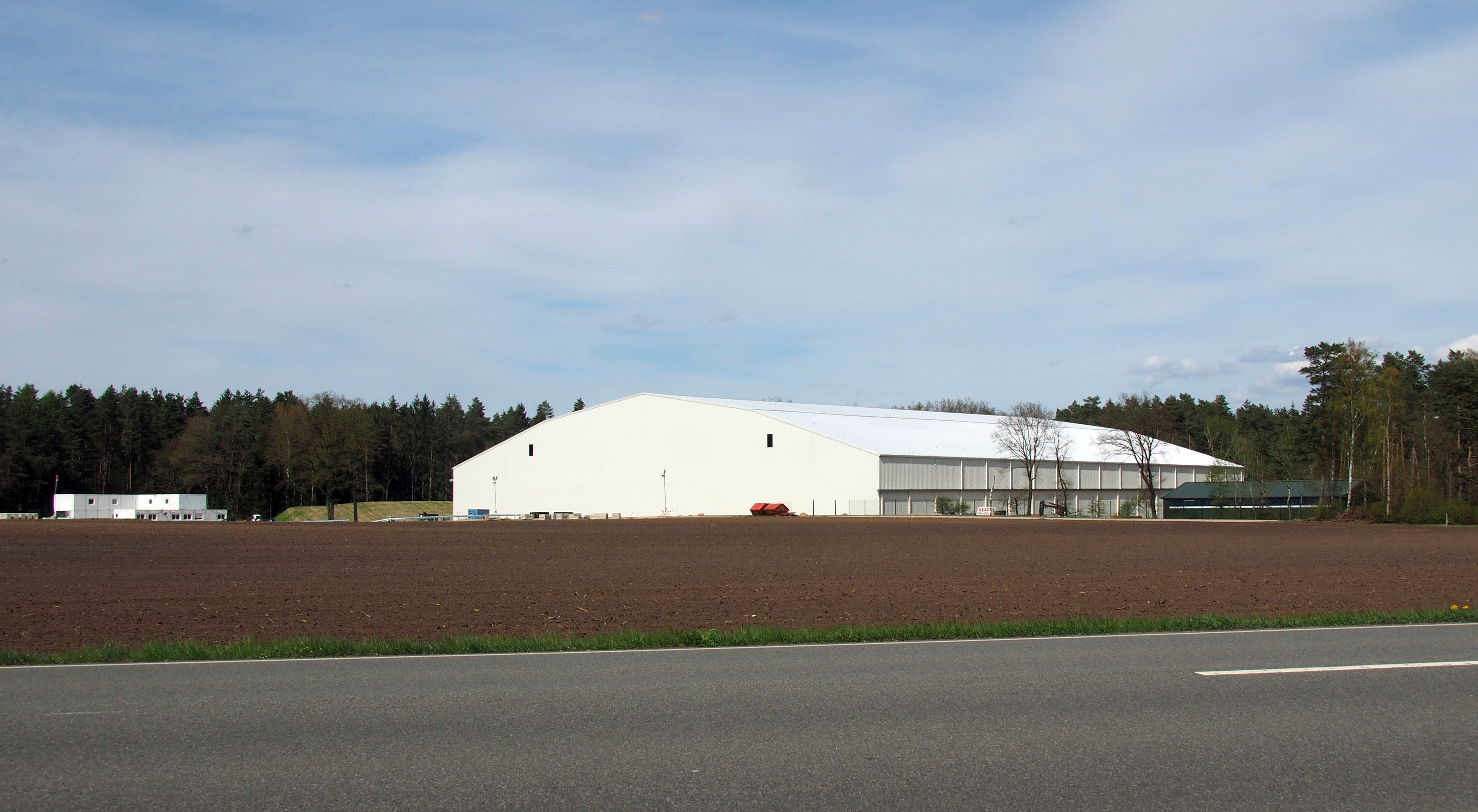
Der Dethlinger Teich (Mai 2023)

Der Dethlinger Teich ist eine ehemalige Kieselgur-Grube, in die während und nach dem Zweiten Weltkrieg Sprengstoffe und chemische Kampfstoffe, in bundesweit einmaligen Mengen, versenkt wurden.

## Lage und Größe
Der Dethlinger Teich liegt in der Lüneburger Heide ca. 3 km südöstlich von Munster und ca. 1 km nordöstlich von Dethlingen, einem Stadtteil von Munster. An diesem Standort wurde von der Vereinigte Deutsche Kieselgurwerke GmbH bis ca. 1926 Kieselgur im Tagebau abgebaut. Nach der Aufgabe des Kieselgurabbaus bildete sich hier durch Regenwasser ein Teich. Die Grube hat eine maximale Größe von etwa 60 Meter im Durchmesser. Die tatsächliche Tiefe der ehemaligen Kieselgurgrube beträgt nach neueren Untersuchungen etwa 9 m. Geophysikalische Messungen in den 1980er Jahren hatten bis zu 21 m Tiefe ergeben. Das mögliche Schadstoffvolumen ist daher geringer als in der Vergangenheit befürchtet. In unmittelbarer Nähe der Grube verläuft die Bahnstrecke Beckedorf–Munster und die Bundesstraße 71. Ende 1996 wechselte die behördliche Zuständigkeit für die Rüstungsaltlast Dethlinger Teich vom Land Niedersachsen auf den damaligen Landkreis Soltau-Fallingbostel, heute Landkreis Heidekreis. Das Grundstück befindet sich nach wie vor in Privatbesitz.

## Geschichte

### Luftwaffenhauptmunitionsanstalt
Unmittelbar östlich des Dethlinger Teiches wurde ab 1935 während der Zeit des Nationalsozialismus im Rahmen der Aufrüstung der Wehrmacht die Luftwaffenhauptmunitionsanstalt 4/XI Oerrel (umgangssprachlich „Muna“) errichtet. Sie war der Luftzeuggruppe XI Hannover unterstellt. Die Anlage bestand aus mehr als 150 Gebäuden und Bunkern. Die Betonbunker hatten die Größe von 40 m × 25 m, waren zur Tarnung mit Erde überdeckt und im Wald versteckt. Hier wurde die Füllung und Lagerung von Kampfstoffmunition für die Luftwaffe vorgenommen. Ab 1941 wurden auch Brandbomben und ab 1942 chemische Kampfmittel hergestellt. Die Kampfstoffe wurden dazu in Kesselwagen per Bahn angeliefert. Die hoch kontaminierten Abwässer, die großteils bei der Reinigung der Kesselwagen anfielen, wurden nach vorheriger Überleitung über drei Versickerungsteiche in den Dethlinger Teich entsorgt.

### Grubenverfüllung und Sicherung

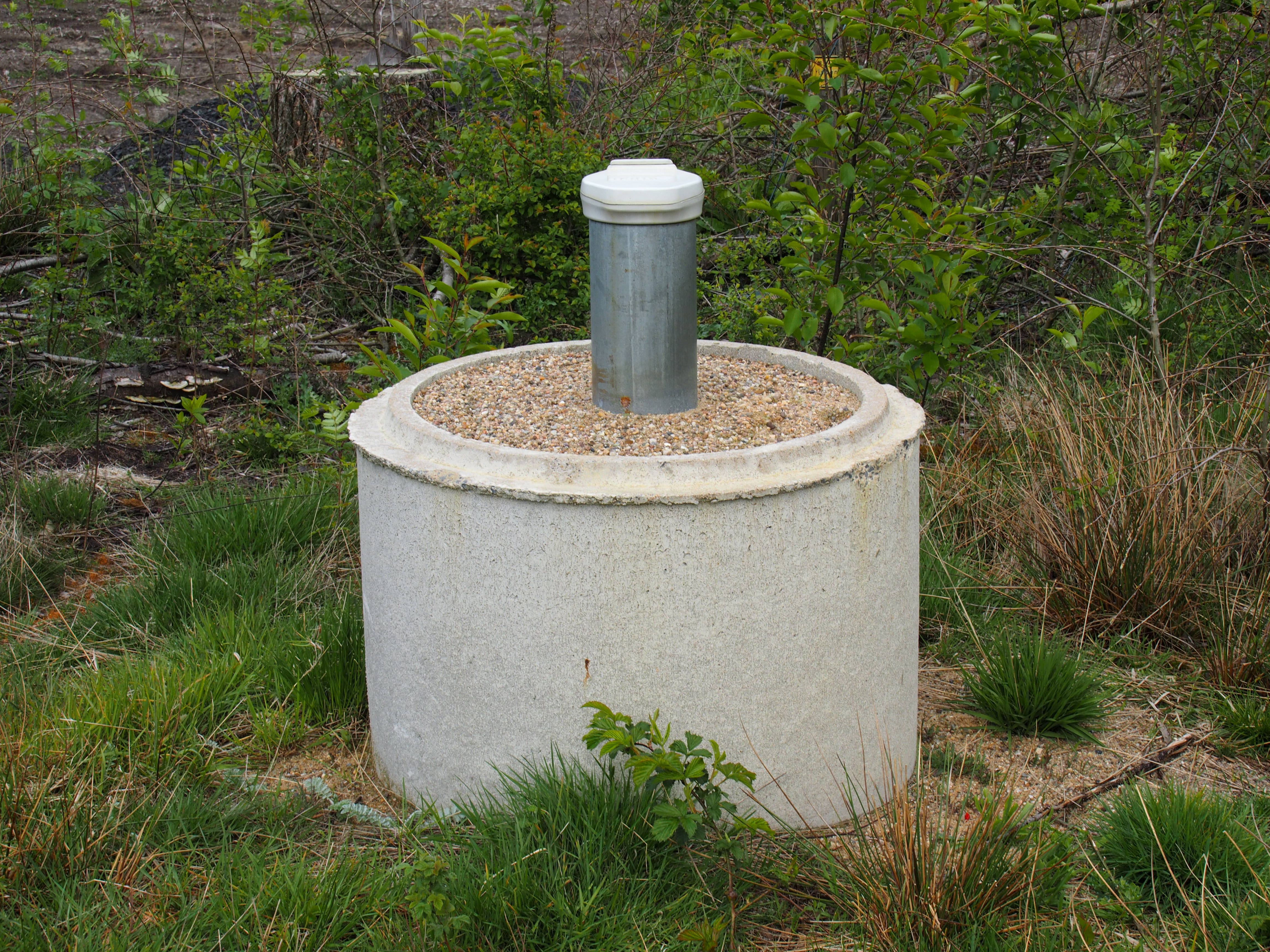
4-Zoll-Grundwassermessstelle

Im April 1945 übernahm die British Army kampflos das Gelände der Muna mit allen dort noch vorhandenen Kampfstoffen. Der transportfähige Teil der Munition wurde abgefahren und in der Nord- und Ostsee während der Operation Davy Jones’ Locker verklappt. Der Teil, der nicht transportiert werden konnte, und noch unverfüllter Kampfstoff wurde im Dethlinger Teich versenkt. Das Bombenräumkommando der Polizei Hannover, 1948 als Bombenräumkommando für das Land Niedersachsen gegründet, benutzte die Grube auch noch bis 1952 für die Entsorgung von Kampfstoffmunition. Ab Anfang der 1950er Jahre holten Anwohner unter erheblichen Gefahren buntmetallhaltige Munitionsteile aus der Grube, um sie an Schrotthändler zu verkaufen. Auch als Reaktion hierauf wurde der Teich 1952 mit Bauschutt von den ehemaligen Bunkern der Muna aufgefüllt und mit Erde abgedeckt. Die zuständigen Stellen befürchteten allerdings bereits damals, dass das Grundwasser durch die Kampfstoffe gefährdet sein könnte. 1957 wurden die ersten vier Messstellen errichtet. Die Wehrwissenschaftliche Dienststelle der Bundeswehr für ABC-Schutz in Munster führte seit 1972 regelmäßig in Amtshilfe für das Wasserwirtschaftsamt Celle Untersuchungen in der Umgebung des Teiches durch. Im Auftrag des Wasserwirtschaftsamtes Celle bzw. Verden wurden ab 1975 in Stufen 16 weitere Messstellen eingerichtet. 1999 wurden der sogenannte „Schrägbrunnen“ und sieben weitere Grundwassermessstellen gebaut.

### Inhalt der Grube
Über die tatsächlich versenkten Munitionsmengen besteht große Unsicherheit. Etwaige schriftliche Dokumente oder Zähllisten existieren nicht. Die Angaben stammen von Zeitzeugen, wurden geschätzt und sind daher ungenau. Da bis September 2023 bereits 2500 Kampfstoffgranaten geborgen wurden, korrigierte man beispielsweise die von Zeitzeugen ursprünglich geschätzte Menge von 3000 Granaten zwischenzeitlich auf 30.000.
Zitat der Niedersächsischen Landesregierung 2014 auf eine Kleine Anfrage:

„Die Vielzahl an möglichen Stoffen und deren chemisches Verhalten, auch untereinander, lassen eine seriöse Beschreibung des Teichinhalts derzeit nicht zu.“

Geschätzt werden:
- ca. 100.000 Stck. Zündladungen vom Typ C-98
- ca. 30.000 Stck. Kampfstoffgranaten, Kaliber 7,5 cm bis 32 cm
- ca. 150 Stck. Kampfstoffmunition 7,5 cm bis 15 cm
- ca. 200 – 300 Phosgenbomben mit Füllung, entschärft (ca. 100 kg pro Stck.)
- ca. 300 Fässer mit je 250 l Flüssig-Phosgen
- ca. 100 Fässer mit jeweils rd. 100 l Lost[5]

## Sanierung

### Teichöffnung
Planung, vorgesehene Abläufe und Durchführung

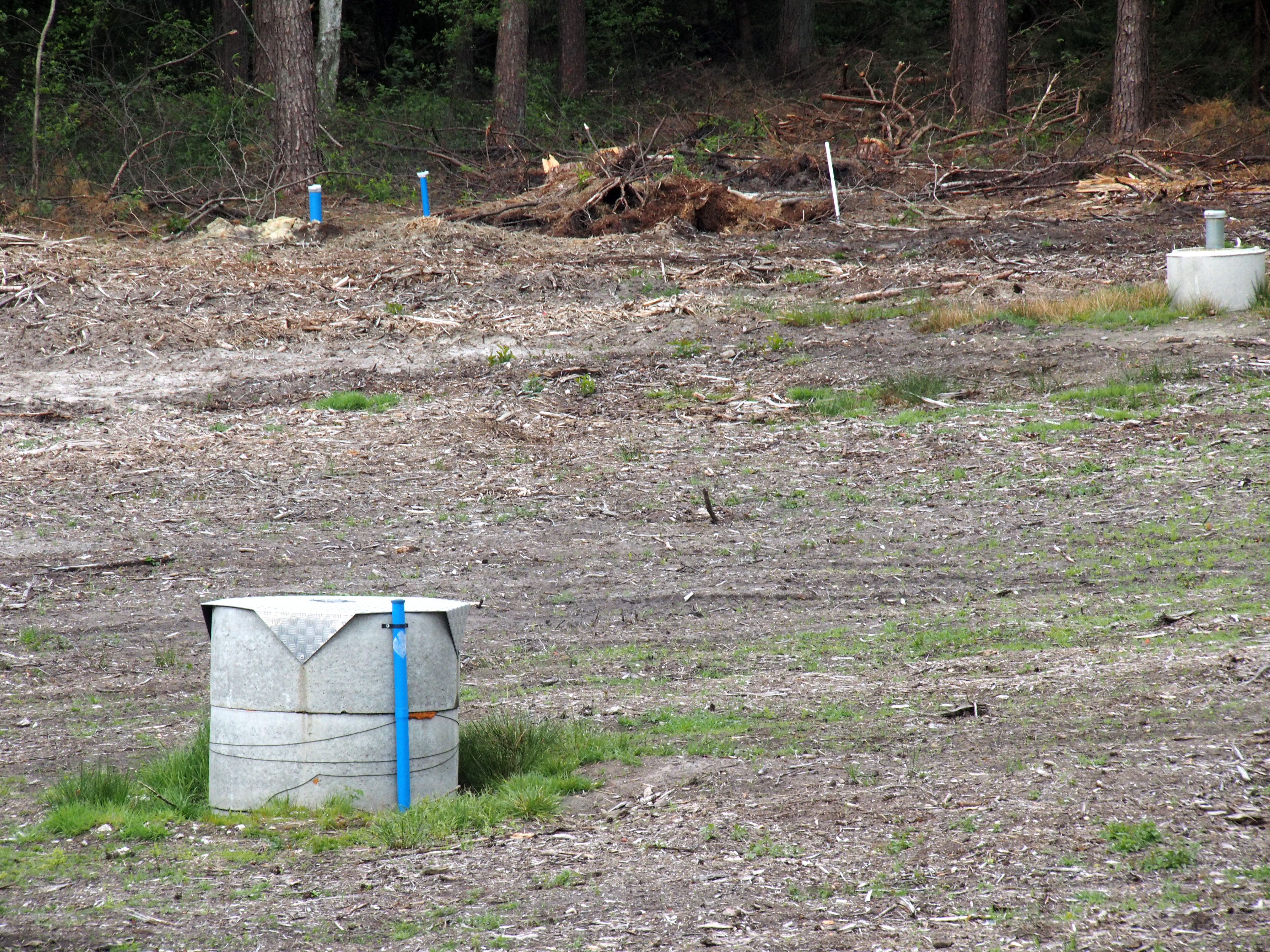
Kontrollbrunnen und Messstationen

Mit Hilfe der eingerichteten Grundwasser-Messstellen wurden Mitte Oktober 2015 vom Helmholtz-Zentrum für Umweltforschung – UFZ die Grundwasserstände und der Grundwasserzustrom ermittelt. Eine Schöpfprobe im Teichbereich ergab eine deutliche Verunreinigung des Grundwassers mit polyzyklischen aromatischen Kohlenwasserstoffen (PAK) und von Abbauprodukten des Kampfstoffes Lost. Auch außerhalb des Grubenbereiches wurden bereits Schadstoffe gefunden. Im Frühjahr 2018 wurde erstmals der Kampfstoff Clark I an einer Messstelle nachgewiesen. Für die angestrebte Sanierung war zuvor eine sogenannte „Teichöffnung“ notwendig. Diese wurde an einer Stelle vorgenommen, an der man mit hoher Wahrscheinlichkeit Kampfstoffmunition vermutete. Dabei wurde die Art, die Menge und der Zustand des Grubeninhaltes festgestellt. Das Ergebnis bildete die Grundlage für die Sanierung. Die Voruntersuchung war auch für die Beantragung von Zuschussmitteln zwingend erforderlich. Die Arbeitsgemeinschaft Mull & Partner Ingenieurgesellschaft mbH – Hazard Control GmbH nahm die Arbeiten vor. Das Land Niedersachsen beteiligte sich bis zum Jahr 2020 mit maximal zwei Millionen Euro an den Kosten. Die Öffnung des Teiches war ursprünglich bereits für den Winter 2017/2018 vorgesehen. Am 16. September 2019 begann der Landkreis Heidekreis mit den erforderlichen Probeentnahmen. Er rechnete damit, bis Ende April 2020 diese Vorbereitungsarbeiten abzuschließen. Sie dauerten aber bis Mitte August 2020 (ursprünglich sollte die Aktion bereits bis zum 20. Dezember 2019 abgeschlossen sein).
Es war hierfür über einem Schacht eine Leichtbauhalle mit Unterdruck und Luftabsaugung/-Behandlung aufgestellt worden. Sie enthielt eine Zugangsschleuse für Personal und Material und eine Schleuse für das Andocken von Transport- und Lagercontainern. Die bei den Erkundungsarbeiten geborgenen Kampfstoffgranaten wurden zur Gesellschaft zur Entsorgung von chemischen Kampfstoffen und Rüstungsaltlasten mbH (GEKA mbH) nach Munster geliefert, dort untersucht und in deren Verbrennungsanlage vernichtet.
Während dieser Arbeiten am Dethlinger Teich wurde die B 71 von Dethlingen bis Oerrel komplett gesperrt.

### Zeitleiste der ersten Teichöffnung
- 16. bis 20. September 2019 – Einarbeitung der Beteiligten
- 27. September 2019 – Beginn des Abtragens der 1952 aufgebrachten Deckschicht
- 8. Oktober 2019 – Erster Munitionsfund
- 29. Dezember 2019 – Die Arbeiten werden nach einer Weihnachtspause am 7. Januar wieder aufgenommen. Die B71 wird bis zum 30. April 2020 erneut voll gesperrt. Vom 21. Dezember 2019 bis 6. Januar 2020 wird sie für den Verkehr freigegeben.
- 21. Januar 2020 – die Erkundungsarbeiten werden wieder aufgenommen. Da die Wasserhaltung nicht funktioniert hat, wird ein weiterer Erkundungsschacht (Schacht II) abgeteuft.
- 10. Februar 2020 – die Arbeiten an Schacht I werden nach Sümpfung fortgesetzt
- 25. Februar 2020 – alle bisher geborgenen Granaten waren ohne Zünder. Nur wenige Granaten waren undicht. Bei diesen Granaten wurde immer Lost nachgewiesen. Es werden täglich 100 m³ Wasser abgefahren. Um weiterarbeiten zu können, wird eine Grundwasserreinigungsanlage (GWRA) benötigt. Das Vergabeverfahren hierzu wird vorbereitet.
- 28. Februar 2020 – Schacht I und II haben den Grundwasserspiegel erreicht; ohne GWRA kann nicht weitergearbeitet werden. Ein dritter Schacht wird geplant.

### Geborgene Munition
| Datum             | Typ                                              | Anzahl | Bemerkung                                                                           |
| ----------------- | ------------------------------------------------ | ------ | ----------------------------------------------------------------------------------- |
| 8. Oktober 2019   |                                                  | 0.001  |                                                                                     |
| 10. Oktober 2019  |                                                  | 0.003  | Schacht I ist 1,7 m tief                                                            |
| 14. Oktober 2019  | Artilleriegranaten der Kaliber 10.5 cm und 15 cm | 0.008  | alle Granaten waren unbezündert                                                     |
| 28. Oktober 2019  |                                                  | 0.100  | Schacht I ist 2,2 m tief                                                            |
| 22. November 2019 |                                                  | 0.760  | Schacht I ist 2,7 m tief. Die Munition stammt aus ca. 12 m³ Aushubmaterial          |
| 28. November 2019 |                                                  | 1.006  |                                                                                     |
| 5. Dezember 2019  |                                                  | 1.106  |                                                                                     |
| 19. Dezember 2019 |                                                  | 1.401  |                                                                                     |
| 6. Februar 2020   |                                                  | 1.621  | Schacht I ist ca. 4,5 m tief                                                        |
| 14. Februar 2020  |                                                  | 1.842  |                                                                                     |
| 27. Februar 2020  |                                                  | 2.552  | Schacht I ist ca. 4,6 m, Schacht II ca. 4,1 m tief                                  |
| 26. März 2020     |                                                  |        | Bisher insges. geborgen: 33 t Munition, 2,8 t chemische Füllung, 780 kg Sprengstoff |

### Nachgewiesene Umweltgifte
In den Entwässerungsbrunnen konnten im Juli 2019 1,4-Oxathian, 1,4-Dithian und 1-Oxa-4,5-Dithiepan, 1,2,5-Trithiepan, Thiodiglycol, Thiodiglycolsulfon und Thiodiglycolsulfoxid sowie Arsen mit bis zu 3,1 mg/L und Polyzyklische Aromatische Kohlenwasserstoffe, die in ihren Konzentrationen bis zu ca. 1,2 mg/L erreichten, festgestellt werden.

### Ablauf der Sanierung
Seit Mitte 2014 beschäftigte sich der Landkreis Heidekreis mit dem Konzept der Gefährdungsabschätzung und der sich gegebenenfalls anschließenden Sanierung der Altlasten. Es stand fest, dass Ende 2019 der Teich geöffnet werden sollte, um aus diesem Feststoff- und Flüssigkeitsproben zu entnehmen. Nach den durchgeführten Detailuntersuchungen sollte der Landkreis Heidekreis dann in einem nächsten Arbeitsschritt mit den neuen Informationen eine Machbarkeitsstudie erstellen. 2019/2020 wurde die Sicherstellung der Finanzmittel und die Vorbereitung und Vergabe der Sanierung vorgesehen. 2021 sollte die Durchführung der Sicherungsvariante erfolgen. Einem Konzept des Landkreises Heidekreis vom 25. Februar 2015 ist zu entnehmen, dass nach einer groben Schätzung mit 50 Millionen Euro für die eigentlichen Bauarbeiten der Sanierung und mit zusätzlich etwa 2,7 Millionen Euro sonstigen Kosten gerechnet wird. Im November 2021 wurde mit Kosten von 61,65 Millionen Euro gerechnet. Mit dem weiteren Fortschritt der Arbeiten können die Kosten immer realistischer eingeschätzt werden. Im Januar 2023 geht der Heidekreis im ungünstigsten Fall von Kosten in Höhe von 80 Millionen Euro aus. 
Niedersachsens Umweltminister Olaf Lies erklärte im Dezember 2019, der Teich „muss und soll komplett saniert werden“. Er sei sicher, mit dem Bund bei der Finanzierung zu einer tragfähigen Lösung zu kommen.

## Weitergehende Arbeiten
Mitte August 2020 erfolgte der Abbau des Schutzzeltes sowie der Personen- und Materialschleuse. Nicht mehr benötigte Anschlüsse für Wasser, Strom und das Datennetz wurden entfernt oder angepasst. Die Geländeüberwachung erfolgt jetzt durch Videokameras. Künftige Arbeiten sollen in einem freitragenden Großzelt (80 × 90 m) erfolgen. Bis Ende Herbst 2021 war die Fertigstellung dieser Einhausung geplant. Mit dem Beginn der Kampfmittelräumung war ursprünglich im Winter 2021/2022 gerechnet worden. Durch Lieferschwierigkeiten infolge der COVID-19-Pandemie  und durch den Krieg in der Ukraine verzögerten sich sämtliche Baumaßnahmen. Die notwendigen europaweiten Ausschreibungen wurden vorgenommen. Die Arbeiten werden anschließend voraussichtlich fünf Jahre in Anspruch nehmen. Ausschlaggebend hierfür sind die Kapazitäten der GEKA mbH.

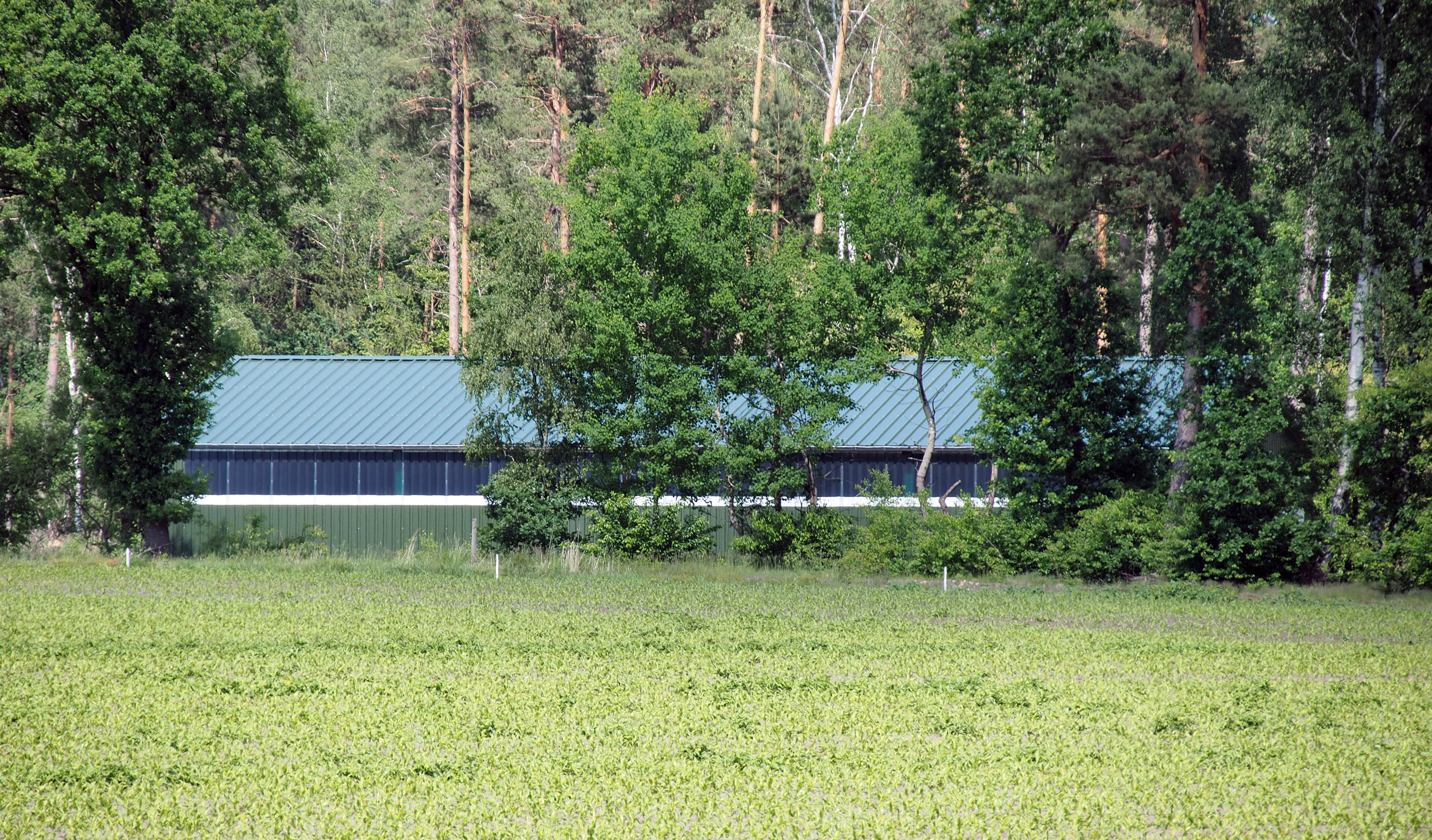
Halle der Grundwasserreinigungsanlage

Am 24. Februar 2021 unterzeichnete der niedersächsische Umweltminister eine Vereinbarung mit dem Heidekreis. Er stellte zusätzlich zu den bereits in den Vorjahren bereitgestellten 10,3 Millionen weitere 38,4 Millionen Euro zur vollständigen Sanierung der Grube zur Verfügung. Der Bund wird sich im Rahmen der Kostenverteilung zwischen Bund und Ländern nach Art. 120 GG und den Grundsätzen der auf die 1950er Jahre zurückgehenden Staatspraxis ebenfalls an den Sanierungskosten beteiligen.
Im September/Oktober 2021 erhielt das Gelände einen Strom-, Abwasser- und Glasfaseranschluss. Im Januar 2022 wurde das Fundament für die Grundwasserreinigungsanlage fertiggestellt sowie Wassertanks und Druckfilter aufgestellt. Eine im Februar 2022 errichtete 15 × 24 m große Leichtbauhalle schützt die Anlage vor Witterungseinflüssen. Am 11. Mai 2022 wurde sie von Olaf Lies, (Niedersächsischer Minister für Umwelt, Energie, Bauen und Klimaschutz) offiziell in Betrieb genommen. Von der Züblin Umwelttechnik GmbH wurde ein mehrstufiges Reinigungsverfahren konzipiert. Für die Reinigung des Grundwassers werden mindestens fünf Jahre eingeplant.
Der Landkreis Heidekreis hat die Herstellung verschiedener gepanzerter Baumaschinen vergeben, darunter eines Baggers mit Atemluftanlage und zusätzlicher Flaschenluftanlage (seine Panzerung soll der Detonation von drei Kilogramm TNT standhalten), sowie eines Radladers mit Splitterschutz, dessen Frontscheibe 7 cm dick ist. Beide Maschinen werden rund 1,2 Millionen Euro kosten. Daneben sind vier Kranfahrzeuge für die Bergung der Kampfmittel, ein Rettungswagen und ein Kleinbus geplant. Alle Fahrzeuge werden Elektroantrieb haben.

### Schutzhalle
Das im Nachbarkreis ansässige  Stahlbauunternehmen Cornils GmbH aus Bergen (Landkreis Celle), erhielt den Auftrag für den Aufbau einer Schutzhalle. Sie soll die bei der Bergung der Sprengstoffe und chemischen Kampfstoffe möglicherweise austretenden giftigen Gase zurückhalten. Eine Lüftungsanlage saugt permanent die Luft aus der Halle und reinigt diese mittels Aktivkohlefilter. Die Halle wurde von Astron, einem Hersteller im Stahlsystembau für Industrie, gefertigt. Für den Bau, eine Vollwandrahmenkonstruktion mit einem Satteldach in polygonaler Form, werden etwa 940 Tonnen Stahl verbaut.
Am 6. September 2022 wurden die ersten der rund 260 Stahl-Spunddielen in die Erde gebracht. Sie sind 22 m lang und dienen als Fundament der Werkhalle über dem Dethlinger Teich. Die Halle hat die Außenmaße von 97 × 106 m und eine Firsthöhe von 20 m. Sie war damit zur Bauzeit die größte freitragende Halle dieser Bauart in Europa. Die Baukosten waren mit 5 Millionen Euro veranschlagt. Am 24. November 2022 platzierten vier 120-Tonnen-Krane die ersten Dachelemente der Sicherheitshalle über dem Gelände. Am 26. Januar 2023 wurde das Richtfest gefeiert. Danach werden die Dach- und Wandverkleidungen montiert. Nach Fertigstellung der Schutzhalle (lt. Planung sollte im Juni 2023 die Abluftreinigungsanlage eingebaut werden),  konnten die eigentlichen Räumarbeiten beginnen (geplant war der 3. Juli 2023).

Aufbau der Schutzhalle
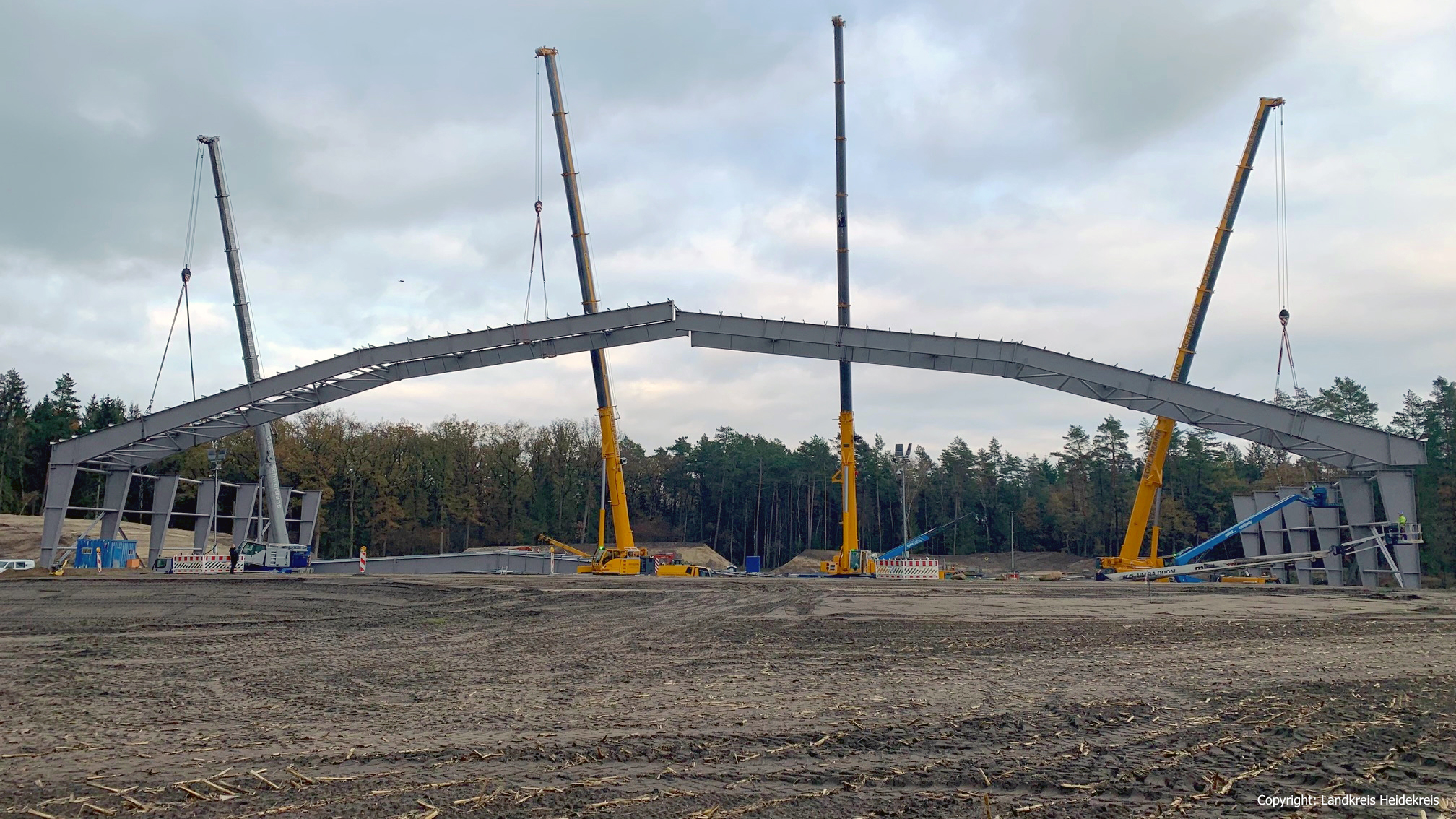
November 2022, die ersten Dachelemente werden platziert
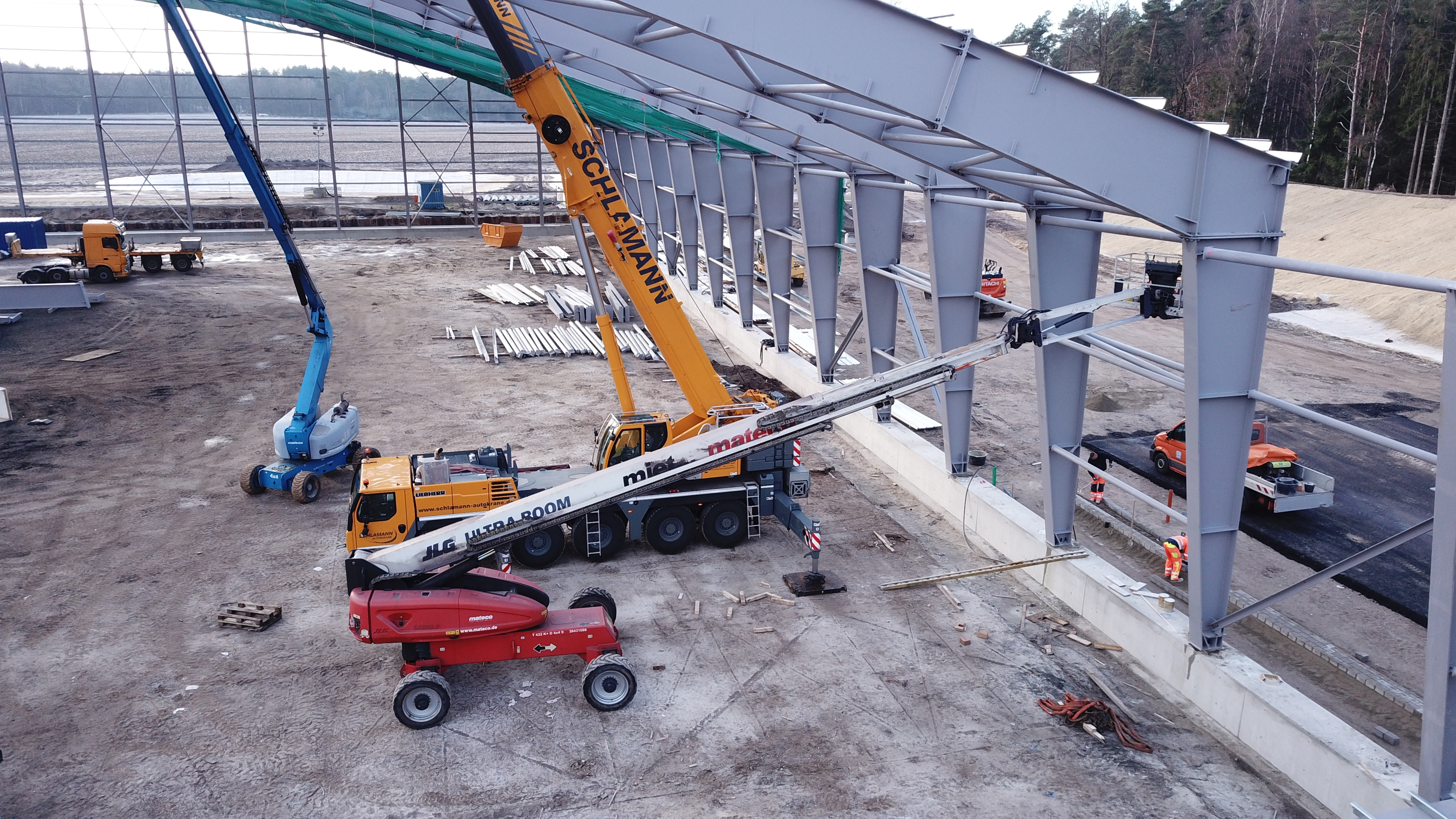
Im Januar 2023 erfolgte
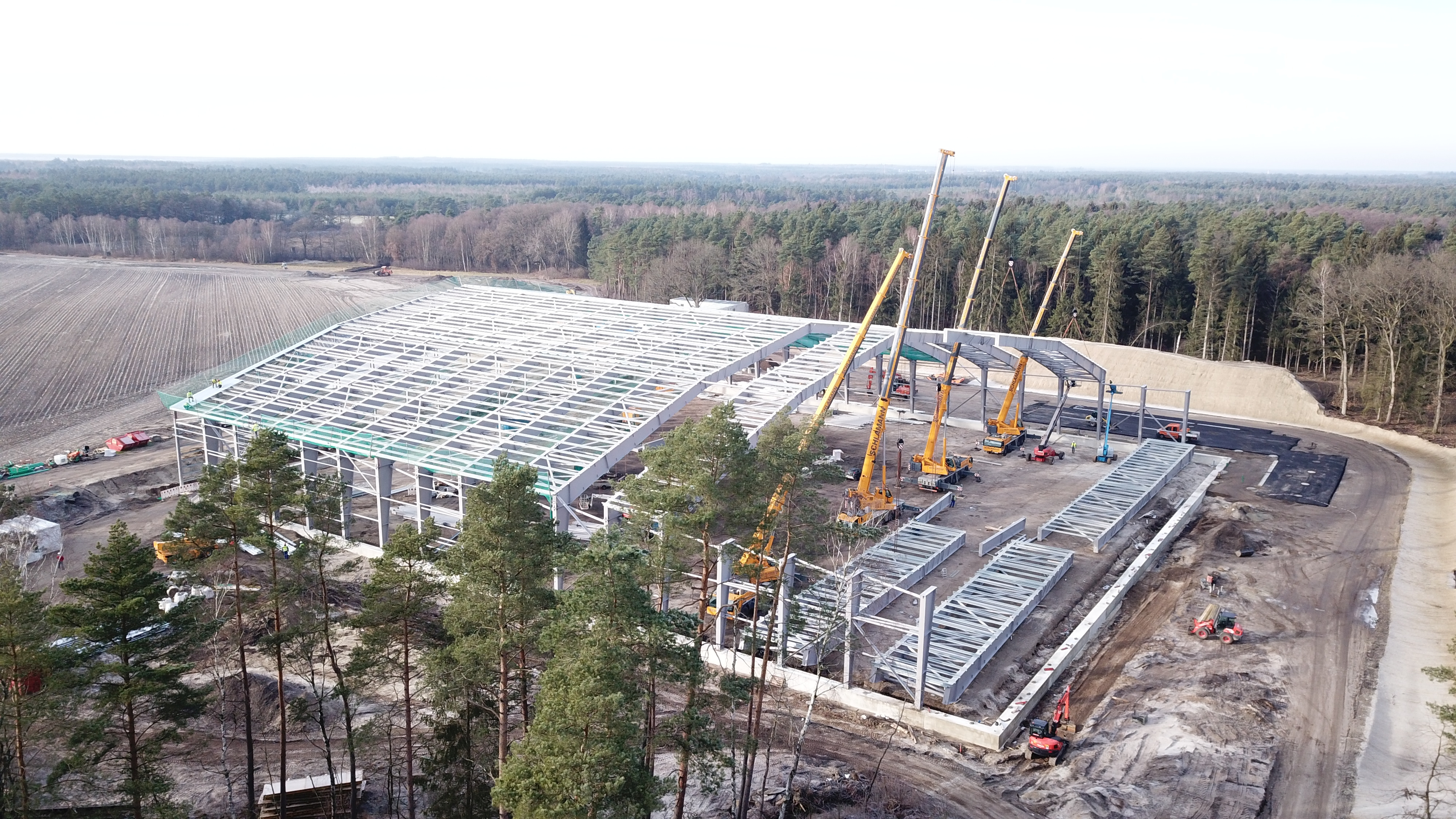
der weitere Aufbau
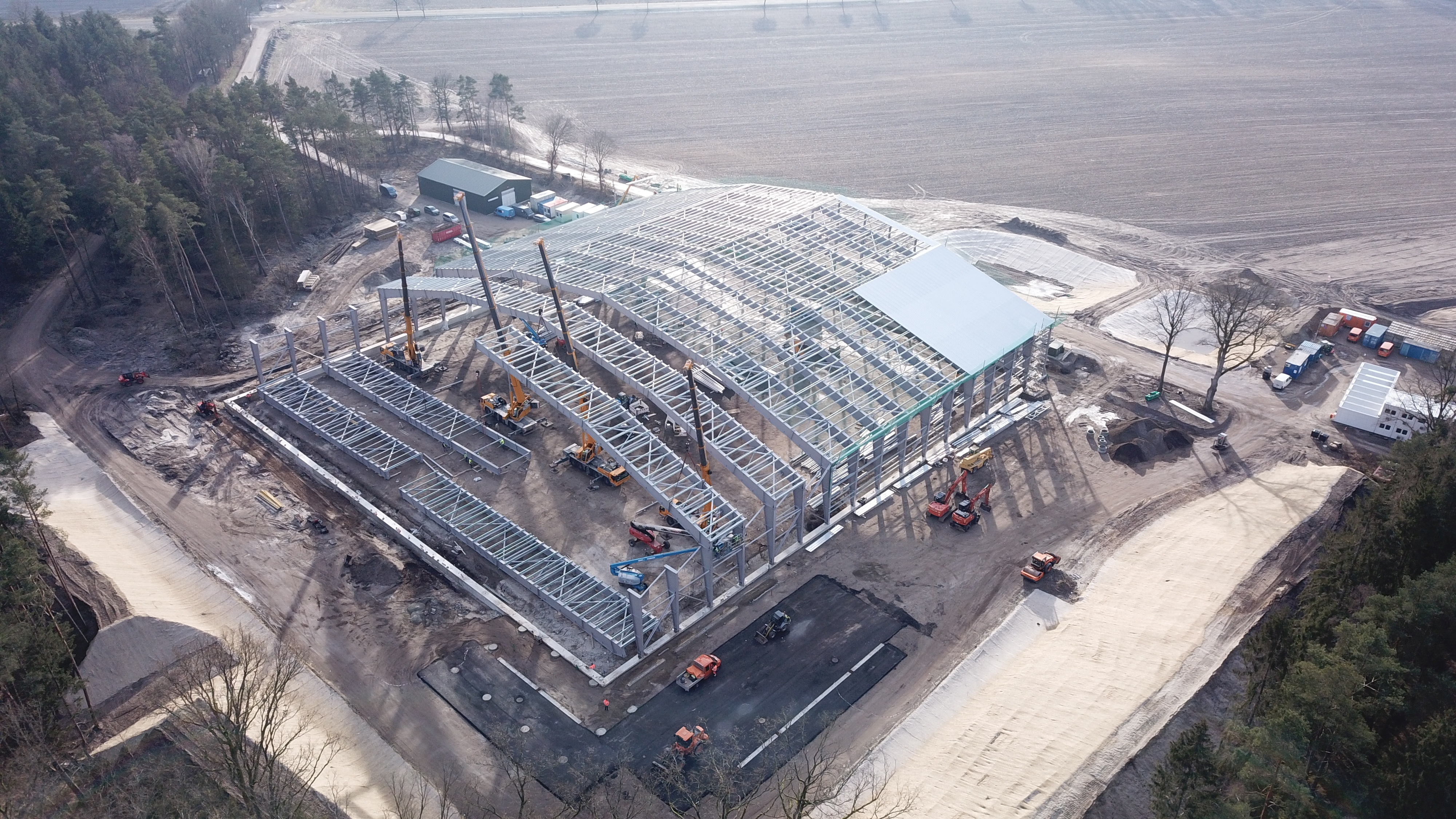
der Schutzhalle.
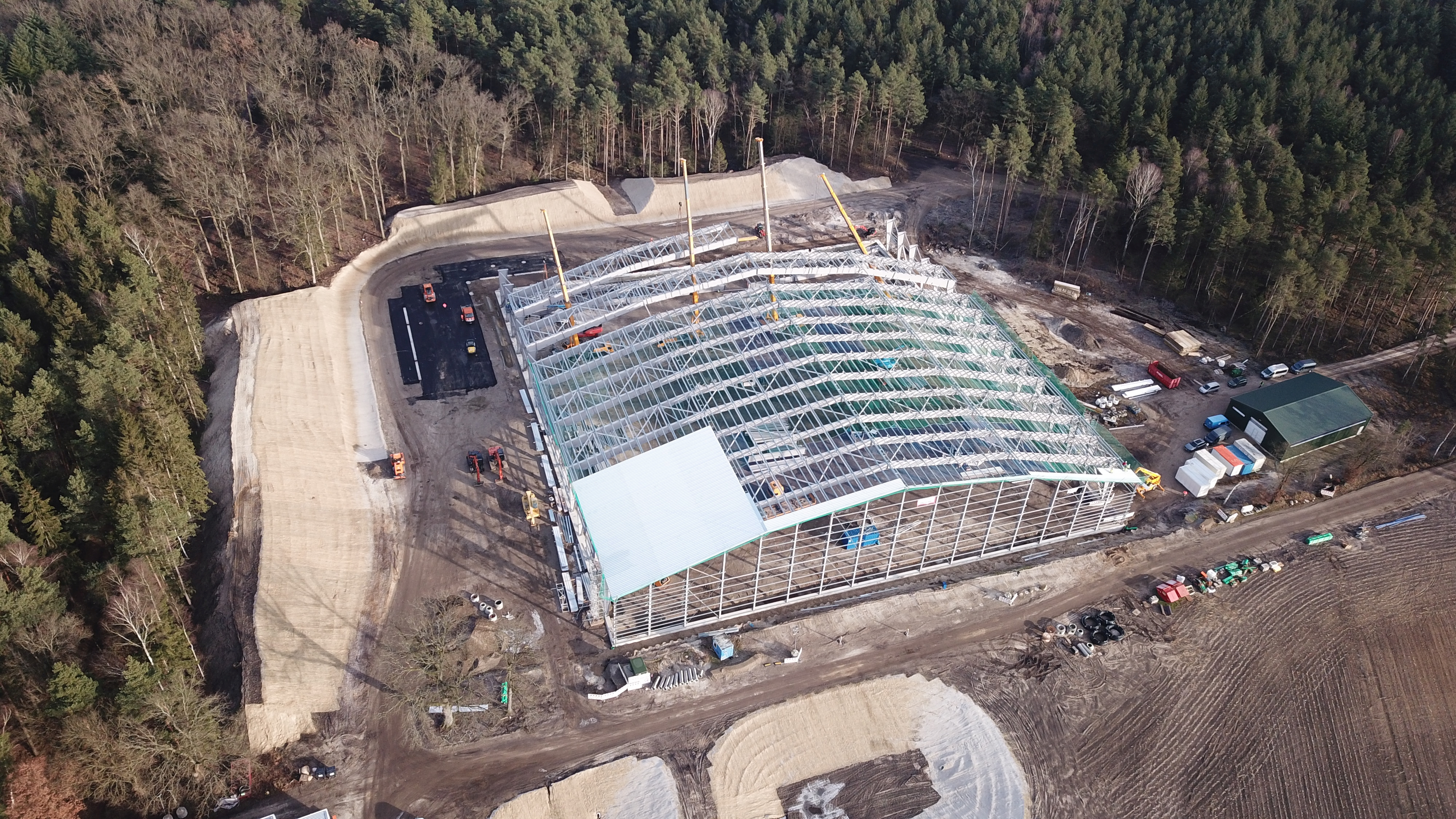
Geländeüberblick, rechts die Grundwasserreinigungs-Halle
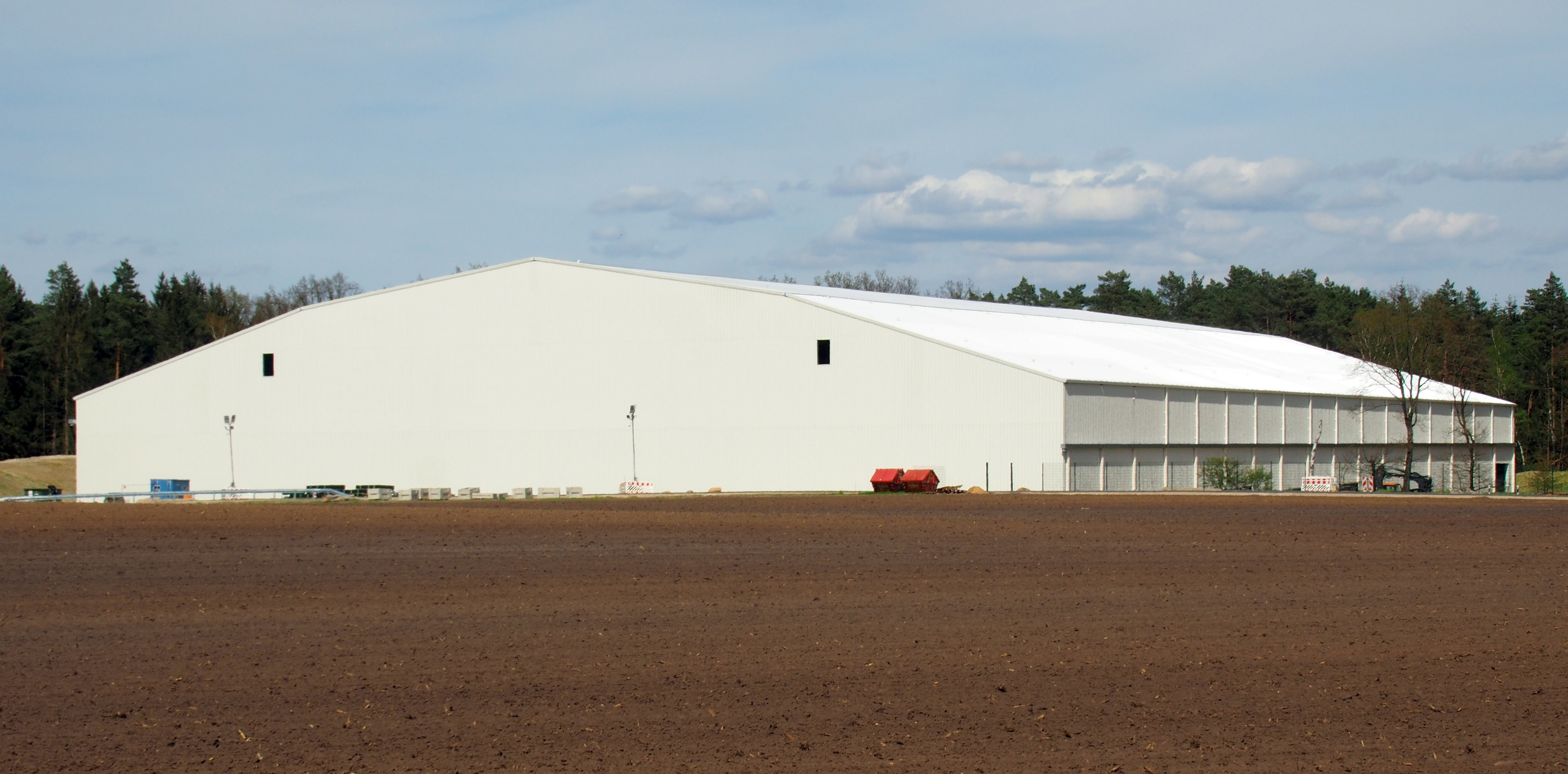
1. Mai 2023

### Endgültige Sanierung
Ursprünglich war geplant, im Juli/August 2023 mit der endgültigen Räumung der Kampfmittel zu beginnen. Aufgrund von Lieferproblemen bei einer benötigten Belüftungsanlage wurde der Starttermin jedoch auf Oktober 2023 verschoben. Bereits am 28. August begann man mit dem Abtragen der obersten, munitionsfreien Deckschicht, die beim Bau der Halle als Sauberkeitsschicht aufgebracht worden war. Am 9. Oktober 2023 wurde dann mit der Kampfmittelräumung in der Sicherheitshalle begonnen. Hierfür wurde eigens ein spezieller Raupenbagger mit Panzerung und Schutzbelüftung angeschafft, zusätzlich kommt ein speziell ausgerüsteter Radlader zum Einsatz. Pro Schicht – die maximal 84 Minuten dauert – dürfen lediglich zwei Arbeiter sowie ein Geräteführer in der Halle tätig sein. Der Zugang erfolgt dafür ausschließlich über Sicherheits- und Dekontaminationsschleusen.
Bis zum Mai 2025 wurden etwa 10.000 Granaten, Bomben und Minen und rund 42.000 Zündladungen geborgen. Der größte Fund war eine 500-Kilo-Bombe.
Bis zum 30. Juni 2028 besteht hier täglich von 7 bis 17 Uhr, in einem Umkreis von circa 900 Metern, ein Betretungsverbot. Während der täglichen Räum-/Sanierungsarbeiten, in der Regel Montags bis Freitags von 7 bis 16 Uhr, wird die B 71 von der Dethlinger Kreuzung bis zum westlichen Ortsausgang von Oerrel komplett für den Verkehr gesperrt. Die Umleitung erfolgt über die Kohlenbissener Straße. Sofern keine „gefährlichen Arbeiten“ stattfinden, wird die Sperrung aufgehoben.

### Zeitleiste der Sanierung
- 27. Februar 2024 – Abtragung der obersten 1,5 m Schicht
- 31. Mai 2024 – Die Räumarbeiten bewegen sich noch auf der obersten Schicht, bis etwa 2 m unter der ehemaligen Geländeoberkante. Rund 2500 t Boden und Bauschutt und ein Gemisch davon wurden bisher zur GEKA gefahren.
- 30. Januar 2025 – Eine Sprengstelle mit einer Splitterschutzwand und einer Sprengbox wurde errichtet. Konventionelle Munition (keine Kampfstoffmunition), die nicht transportfähig ist wird hier vor Ort gesprengt.
- 13. Juni 2025, die Räumarbeiten sind teilweise bis in 4 m Tiefe vorgedrungen.

### Geborgene Munition während der endgültigen Sanierung
| Datum            | Typ                          | Anzahl         | Bemerkung                                                    |
| ---------------- | ---------------------------- | -------------- | ------------------------------------------------------------ |
| 27. Februar 2024 | Kurze Zündladung C/98"       | 0.00ca. 20.000 |                                                              |
| 27. Februar 2024 | verschd. Kampfstoff-Granaten | 0.00300        |                                                              |
| 13. Juni 2025    | Granaten, Bomben und Minen   | 0.009.900      | ca. 95 % mit chemischen Kampfstoffen gefüllt (Lost, Phosgen) |
| 13. Juni 2025    | Zündladungen                 | 0.0041.500     |                                                              |
| 13. Juni 2025    | 500-Kilo-Bombe               | 0.00 1         |                                                              |